# Gargela trilinealis
Gargela trilinealis là một loài bướm đêm trong họ Crambidae.